# Адолф IV (Берг)
Адолф IV фон Берг (на немски: Adolf IV von Berg; * 1220; † 22 април 1259, Нойс) от Дом Лимбург-Арлон, е от 1246 до 1259 г. граф на Берг.

## Живот
Той е големият син на херцог Хайнрих IV фон Лимбург (1200 – 1246) и Ирмгард фон Берг (1204 – 1248), наследничката на Графство Берг, дъщеря на граф Адолф III фон Берг († 1218).
Адолф IV взема участие през 1234 г. в кръстоносния поход против Щединген (1233 – 1234). През 1240 г. се жени за Маргарета фон Хохщаден (* пр. 1214, † 30 януари 1314), дъщеря на граф Лотар I фон Аре-Хохщаден и Матилда фон Вианден, сестра на Конрад фон Хохщаден, архиепископ на Кьолн от 1238 до 1261 г.
След смъртта на баща му през 1246 г. Адолф IV поема Графство Берг, а брат му Валрам V става херцог на Лимбург. Същата година Адолф IV се присъединява към зет си, архиепископа на Кьолн, против императора и за Хайнрих Распе.
През 1248 г. той присъства при първата копка за катедралата на Кьолн. През 1255 г. започва да строи заедно с брат си Валрам манастирската църква в Алтенберг.
Той умира на 22 април 1259 г. от раняване при турнир в Нойс. От 1264 г. (post mortem) той има допълнителното име с брадата.

## Деца
- Енгелберт († сл. 1283), пропст, приор в Св. Куниберт, Кьолн (1280 – 1283)
- Конрад I († 25 май 1313), епископ на Мюнстер (1306 -1310)
- Валрам фон Лимбург († сл. 1283), пропст, приор в Св. Куниберт, Кьолн (1280 – 1283)
- Вилхелм I († 16 април 1308), женен пр. 24 юли 1299 г. за Ирмгард фон Клеве (* ок. 1266; † 11 май 1319)
- Адолф V († 28 септември 1296), женен на 17 март 1249 г. за Елизабет фон Гелдерн († 31 март 1313)
- Ирмгард († 22/24 март 1294), омъжена ок. 29 януари 1273 г. за граф Еберхард I фон Марк († 1308)
- Хайнрих († ок. 1295), господар на Виндек, женен за Агнес фон Марк († сл. 9 юни 1258)